# Upeneus huan
Upeneus huan là một loài cá biển thuộc chi Upeneus trong họ Cá phèn. Loài này được mô tả lần đầu tiên vào năm 2024.

## Từ nguyên
Từ định danh huan được đặt theo tên của Tiến sĩ Trần Công Huân, nhà sinh thái học người Việt, người ủng hộ sự hợp tác giữa hai tác giả trong phân loại cá phèn.

## Phân bố
U. huan hiện chỉ biết đến duy nhất qua mẫu định danh thu thập tại bãi biển Mỹ Khê (Đà Nẵng). Môi trường sống có lẽ trên nền đáy mềm như các loài cá phèn khác.

## Mô tả
Chiều dài cơ thể lớn nhất được ghi nhận ở U. huan là 8,7 cm. Râu cá màu trắng hồng nhạt, gốc râu phớt đỏ. Mẫu định danh vừa chết có màu xám bạc ở phía bụng, phía lưng màu xám nâu, lốm đốm đỏ trên nắp mang và vùng bụng. Có đốm đen phía sau vây lưng thứ hai. Vây lưng có 4 vạch nâu đỏ. Thùy trên của vây đuôi có 5 vạch nâu đỏ (3 vạch gần gốc uốn cong), còn thùy dưới có một vạch đỏ nổi bật, các vạch còn lại nâu đỏ.
Số gai vây lưng: 7; Số tia vây lưng: 9; Số tia vây ngực: 14.